# Empria liturata
Empria liturata är en stekelart som först beskrevs av Gmelin 1790.  Empria liturata ingår i släktet Empria, och familjen bladsteklar. Arten är reproducerande i Sverige.